# Idioma yagán
El idioma yagán o yámana, mencionado también en la literatura como háusi kúta, inchikut, tekeenika, yahgan o yappu, fue el idioma de los yaganes, un pueblo amerindio nómada que vivían en las islas y canales del extremo sur de Chile y Argentina. Es una lengua aislada extinta, pues en el presente solo se conocía una hablante (de avanzada edad) de este idioma: Cristina Calderón, nacida el 24 de mayo de 1928, que vivió en el poblado chileno de Villa Ukika, en las cercanías de Puerto Williams (Isla Navarino). Ella falleció el 16 de febrero de 2022 a los 93 años.

## Denominaciones

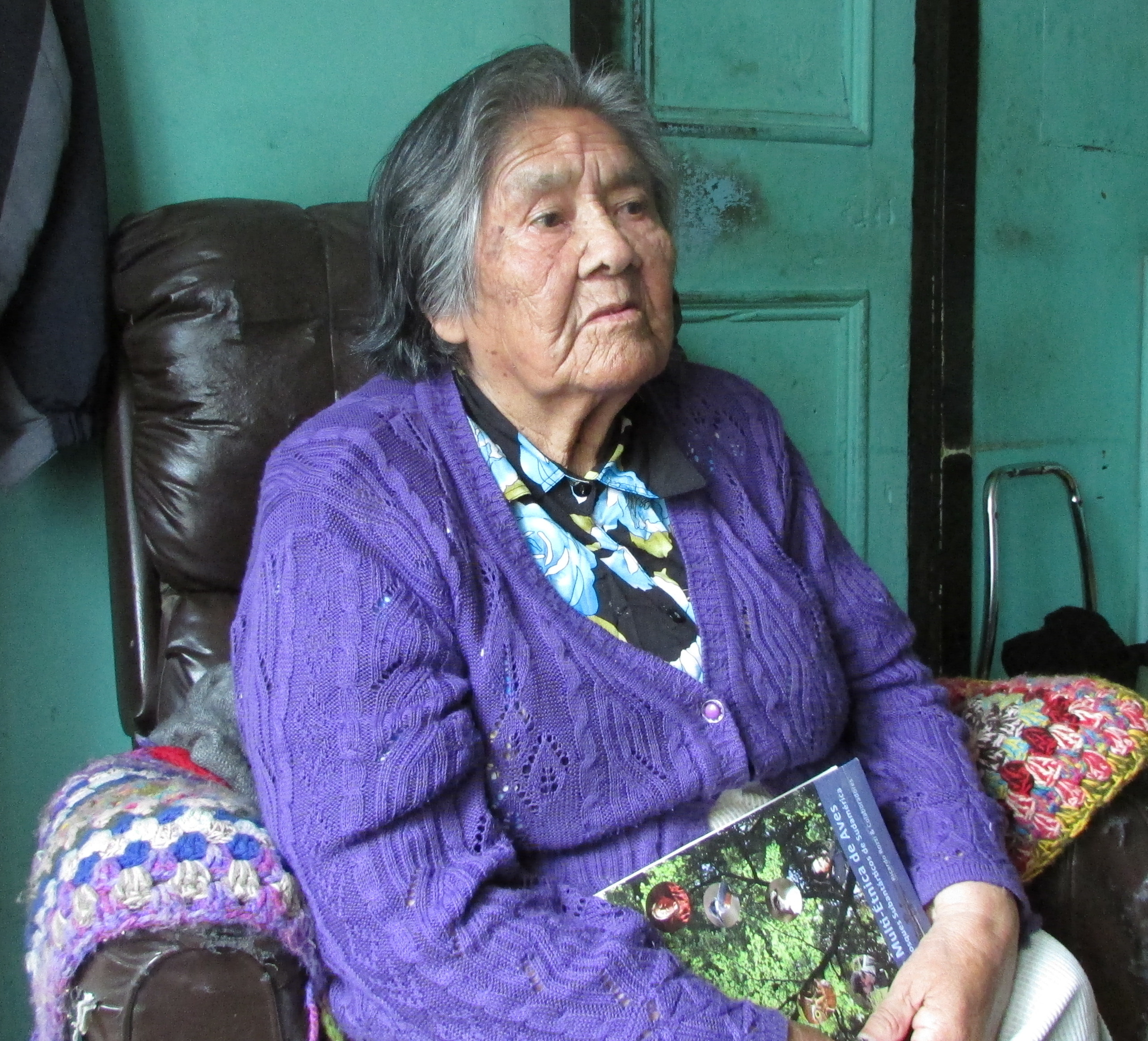
Cristina Calderón, última hablante del yagán.

De las denominaciones dadas a sus hablantes, la más conocida es "yagán" (del inglés Yahgan), inventada por el misionero colonizador de Ushuaia, Thomas Bridges:

Di a estos nativos el nombre Yahgan porque era apropiado. El estrecho Murray, cerca del cual se estableció nuestra misión y llamado por los nativos Yahga, puede ser considerado el centro de su territorio y el idioma al modo en que allí se habla es el que yo aprendí y esta es su forma más pura, siendo la que está al medio entre sus variedades habladas al sur, al este y al oeste. Por las razones anteriores, Yahgan pareció un nombre adecuado y ahora es conocido así en todas partes.

Junto al nombre yagán, se ha empleado el término "yámana" (del yagán jámana, "hombre") para referirse al pueblo y a su lengua; pero este término no era aceptado por las últimas dos hablantes, por significar "hombre/varón", es decir, solamente en su acepción de "ser humano de sexo masculino".
El nombre inchikut es una palabra compuesta cuyo primer término parece provenir del inglés indian, luego significaría simplemente idioma de los indios.
De acuerdo a Adalberto Salas, el nombre háusi kúta (escrito por este autor háusi kút~) es el que le daban las últimas hablantes.

## Historia
El yagán era la lengua más austral del mundo y hasta inicios del siglo XX era hablado en el área costera austral de la isla de Tierra del Fuego, y en las islas y canales entre el canal Beagle y el cabo de Hornos. En 1886 además se registraba una pequeña población hablante de este idioma también en el archipiélago de las Malvinas, en una misión de la isla Vigía o Keppel.[cita requerida]
Se la ha descrito como una lengua con un léxico muy amplio, pero no existe acuerdo entre los lingüistas acerca de su relación con otras lenguas, y si bien permanece considerada un idioma aislado, se ha intentado relacionarla con otras lenguas del área fueguina, como el kawésqar o el chono, las lenguas chon y con lenguas geográficamente más distantes como el mapudungun.[cita requerida]
El modo de vida de los yaganes actuales fue semejante al de la población rural de cualquier otro origen del extremo austral de Argentina o Chile, en nada diferente al de la población emigrada, especialmente de Chiloé, hacia esa zona. En 1972 sólo dos ancianos, Felipe Álvarez y Benito Sarmiento, estaban dispuestos a informar acerca de su lengua y por ellos se supo que otros 5 o 7 la conocían, que entre los demás miembros de la población algunos recordaban sólo unas cuantas palabras, y que los más jóvenes la ignoraban por completo. Al referirse a la actitud de los yámana, de no querer hablar su lengua, afirmaba Benito Sarmiento:

Es que no se olvida, sino por orgullo lo dejan, pues yo he dicho muchas veces, yo no me puedo orgullo; yo me olvido yahgán, yo siempre voy a seguir hablando yahgán, hasta que yo me muera.

(Benito Sarmiento —fallecido en 1975— vivía absolutamente sólo en la caleta de Mejillones, a unos 28 km al oeste de Puerto Williams. En Mejillones, alrededor de 1930, se construyeron unas casitas para los indígenas que actualmente están completamente deshabitadas.) Su actitud era una excepción, tanto los yámanas como los kawésqar se muestran reluctantes a hablar sus lenguas ante extraños.
En 2006 sólo quedaba una hablante nativa, Cristina Calderón, quien después de la muerte de su hermana Úrsula, no tuvo posibilidad de hablar su lengua con otras personas. Se encontró abocada a la creación de un diccionario para preservar todo el léxico que recuerde, se desconoce si fue finalizado, ya que Cristina falleció en 2022.

## Fonología
Bridges y los demás investigadores del idioma yámana han propuesto diferentes sistemas fonológicos para la lengua. El alfabeto que se usa hoy en día para transcribirla distingue 7 vocales y 16 consonantes, si bien hay un estudio de Poblete y Salas que indica que habría 18 consonantes. En cambio, el dialecto o estadio del idioma documentado por Bridges tenía un número mayor de consonantes, pues existía oposición entre sordas como /p/ y /t/ y sonoras como /b/ y /d/.[cita requerida]

### Vocales
En la siguiente tabla se muestran las 7 vocales del idioma. Para su representación escrita en el Alfabeto Oficial se emplean los mismos signos que se usan en el Alfabeto Fonético Internacional, con excepción de la vocal media central que se escribe ö.
|         | Anterior | Central | Posterior |
| ------- | -------- | ------- | --------- |
| Cerrada | i        |         | u         |
| Media   | e        | ö (ə)   | o         |
| Abierta | æ        | a       |           |

### Consonantes
|                                                       | Bilabial | Labio- dental | Alveolar | Alveo- palatal | Retrofleja | Velar | Glotal |
| oclusiva                                              | p        |               | t        |                |            | k     | ʔ*     |
| africada                                              |          |               |          | ch [t͡ɕ]        | tɻ*        |       |        |
| fricativa                                             |          | f             | s        | š [ɕ]          |            | x     | h      |
| nasal                                                 | m        |               | n        |                |            |       |        |
| aproximante                                           | w        |               |          | j              | rh [ɻ]     |       |        |
| vibrante                                              |          |               | r [ɾ]    |                |            |       |        |
| líquida                                               |          |               | l        |                |            |       |        |
| * No reconocidos como fonemas en el Alfabeto Oficial. |          |               |          |                |            |       |        |

### Pronunciación
| Letras A – M                               | A      | Æ                       | Ch/Č   | E         | Ö/Ǎ     | F                  | H                      | I             | J/Y     | K        | L         | M             |
| ------------------------------------------ | ------ | ----------------------- | ------ | --------- | ------- | ------------------ | ---------------------- | ------------- | ------- | -------- | --------- | ------------- |
| Pronunciado                                | a      | æ                       | tʃe    | e         | ə pejpi | ef                 | ha                     | i             | jot     | ka       | el        | em            |
| Sonido IPA                                 | a      | æ                       | tʃ     | e         | ə       | f                  | h                      | i             | j       | k        | l         | m             |
| Ejemplo                                    | Ánan   | Mæpi                    | Číli   | Ekóle     | Lǎm     | Taflá              | Halajélla              | Ílan          | Ječéla  | Kuluána  | Lufkié    | Masákon       |
| Pronunciación IPA                          | ánan   | mæpi                    | tʃíli  | ekóle     | lɘm     | taflá              | halajélːa              | ílan          | jetʃéla | kuluána  | lufkié    | masákon       |
| Inglés                                     | Canoe  | Jonquil (rush daffodil) | Wave   | One       | Sun     | Fat                | I leave you (farewell) | Southern wind | Dog     | Grandma  | Owl       | Father-in-law |
| Español                                    | Canoa  | Junquillo               | Ola    | Uno       | Sol     | Gordo              | Los dejo               | Viento sur    | Perro   | Abuela   | Lechuza   | Suegro        |
| Letras N – X                               | N      | O                       | P      | R/Rr      | Rh      | Ř                  | S                      | Š             | T       | U        | W         | X             |
| Pronunciado                                | en     | o                       | pe     | ar        | eɹ      | ɹʃ                 | es                     | ɕa            | te      | u        | wáu       | xa            |
| Sonido IPA                                 | n      | o                       | p      | ɹ         | r       | ɹʃ                 | s                      | ɕ             | t       | u        | w         | x             |
| Ejemplo                                    | Nítral | Ofkís                   | Pušaki | Kárrpo    | Wárho   | Ákař               | Síma                   | Šúša          | Tapeá   | Umašamái | Wilóila   | Xíxa          |
| Pronunciación IPA                          | nitrál | ofkís                   | puɕaki | káɹpo     | wáro    | ákaɹʃ              | síma                   | ɕúɕa          | tapeá   | umaɕamái | wilóila   | xíxa          |
| Inglés                                     | Needle | Ears                    | Wood   | Cormorant | Cave    | House, hut, tent   | Water                  | Penguin       | Mom     | Barberry | Skua      | Canal         |
| Español                                    | Aguja  | Orejas                  | Leña   | Cormorán  | Cueva   | Casa, choza, carpa | Agua                   | Pingüino      | Mamá    | Calafate | Salteador | Canal         |
| Yágankuta — pequeño diccionario del Yagan. |        |                         |        |           |         |                    |                        |               |         |          |           |               |

## Gramática
Era una lengua altamente aglutinante, de orden SOV y alineamiento nominativo-acusativo. Carecía de artículo y género gramatical, pero distinguía en número singular, dual y plural. Poseía 6 casos: nominativo, acusativo, dativo, locativo e instrumental, sufijos y prefijos locativos, verbalizadores, benefactivos, predicativos, de orientación, dirección, nominalización, entre otros.
El verbo se conjugaba en tres modos: indicativo, imperativo, subjuntivo. También tenía:
Persona: primera, segunda y tercera, 
Voz: causativa, reflexiva, recíproca y pasiva.
Tiempo: presente, pasado cercano, pasado lejano, futuro cercano y futuro lejano
Aspecto: continuativo, durativo e impreciso
Número: singular, dual y plural. 
La forma plural de los verbos tenía diferentes sufijos según sea colectivo, paucal, intransitivo, objetivo, entre otros, sin embargo, muchos no llevaron sufijo y fueron totalmente irregulares.
Una característica notable es que fue una de las pocas lenguas de América que utilizó la serialización verbal.

## Ejemplos de vocabulario
En la lista se incluyen algunos vocablos.
- humano: yámana
- hombre: ua
- mujer: kíppa
- perro: yashála
- sangre: sáapa
- brazo: kamáin
- corazón: séskin
- luna: hannúxa
- estrella: appárnix
- nieve: pánaxa
- lluvia: pálaxa
- agua: síma
- nube: hóxka
- cielo: seif
- fuego: pusháki
- ceniza: ahuá
- día: móala
- bahía: wáya
- canoa: ánan
- colibrí: ommóara[8]
- jilguero: tuin[8]
- lengua: lön
- idioma: kúta
- uno: ukóali
- uña: káluf
- viento: húsha
- vientre: wéina
- bosque: ashúnna
- mar: híxa
- zorro: chilóaia